# Lignes de tramway de la SNCV dans la province de Flandre-Occidentale

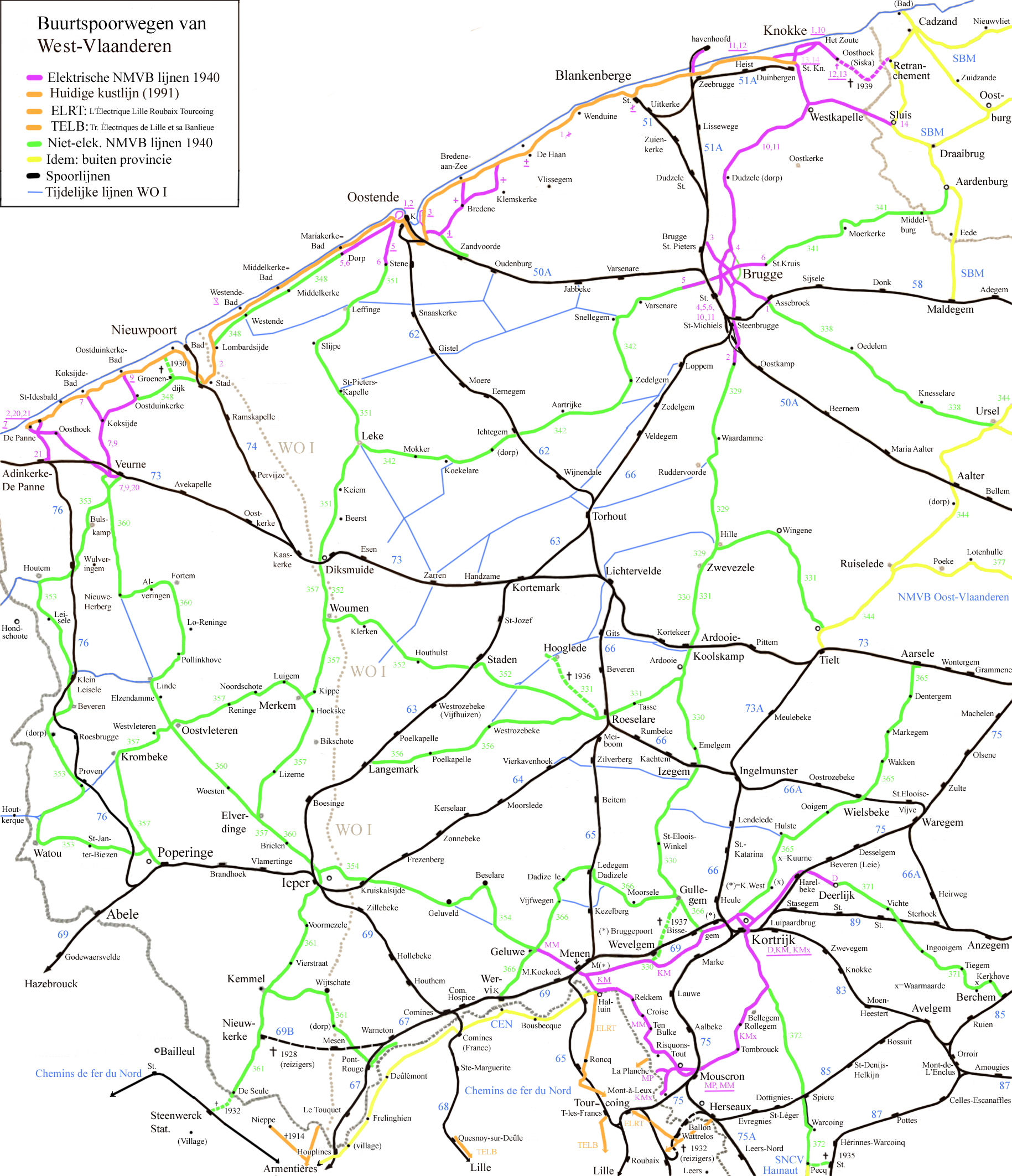
Plan des lignes

Lignes de tramway vicinal de la Société nationale des chemins de fer vicinaux (SNCV) dans la province de Flandre-Occidentale.

## Groupe de la côte

### Lignes provinciales à traction électrique
- 7 Furnes - Coxyde ;
- 9 Furnes - Ostdunkerque ;
- 20 Furnes - La Panne ;
- 21 Adinkerque - La Panne.

### Lignes provinciales à traction autonome
- 348 Ostende - Furnes ;
- 351 Ostende - Dixmude.

## Groupe de Zwevezele

### Lignes urbaines (électriques)
- 1 Bruges - Assebroek ;
- 2 Bruges - Oostkamp ;
- 3 Bruges 't Zand - Bruges Saint-Pierre ;
- 4 Bruges Gare - Sluizenplein ;
- 5 Bruges - Saint-André ;
- 6 Bruges - Sainte-Croix.

### Lignes provinciales à traction électrique
- 10 Bruges - Knokke.

### Lignes provinciales à traction autonome
- 329 Bruges - Zwevezele ;
- 338 Bruges - Zomergem ;
- 341 Bruges - Aardenburg ;
- 342 Bruges - Dixmude.

## Groupe de Courtrai
| Nom   | Alias Autres indices et tableaux | Début du service voyageurs | Fin du service voyageurs | Traction            |
| ----- | -------------------------------- | -------------------------- | ------------------------ | ------------------- |
| 330/1 | 537                              | 1906                       | 1952                     | vapeur              |
| 330/2 |                                  | 1911                       | 1937                     | vapeur              |
| 354   |                                  |                            |                          | vapeur              |
| 363/1 |                                  | 1902                       | 1939                     | vapeur              |
| 365   | 552                              | 1900                       | 1955                     | vapeur              |
| 366   | 776                              | 1892                       | 1955                     | vapeur              |
| 371/1 |                                  | 1912                       | 1942                     | vapeur              |
| 372   |                                  | 1909                       |                          | vapeur              |
| D     | 371, 553                         | 1933                       | 1957                     | électrique          |
| KM    | 355, 547                         | 1933                       | 1957                     | électrique          |
| KMx   | 363, MMx                         | 1932                       | 1963                     | électrique          |
| MM    | 355                              | 1900                       | 1954                     | vapeur → électrique |
| MP    | 363                              | 1932                       | 1954                     | électrique          |

## Tramway de Knokke
Toutes à traction électrique.
- 12 Heist - Knokke ;
- 13 Knokke Gare - Oosthoek Siska ;
- 14 Knokke - L'Écluse.

## Région de Roulers
Toutes à traction autonome.
- 331 Hooglede - Tielt ;
- 352 Roulers - Dixmude ;
- 356 Roulers - Langemarck.

## Groupe de Dixmude
Toutes à traction autonome.
- 353 Furnes - Poperinge ;
- 354 Ypres - Menin ;
- 357 Dixmude - Poperinge / Ypres ;
- 360 Ypres - Furnes ;
- 361 Ypres - Steenwerck / Warneton.

## Autres lignes
- 330 Wevelgem - Ardoye (traction autonome).